# Nicholas Pileggi
Nicholas Pileggi   (Nova York, 22 de febrer de 1933) és un escriptor i guionista italoamericà, sobretot conegut per haver escrit el llibre Wiseguy.
Va començar la seva carrera com a periodista. Va tindre sempre un gran interès per la màfia, mitjançant la qual cosa va desenvolupar habilitat i intuïció per a escriure llibres com ara Wiseguy i Casino. Aquest darrere i Un dels nostres han estat adaptats a la pantalla gran pel director Martin Scorsese. Pileggi també va escriure el guió per a la pel·lícula City Hall.
És així mateix l'autor del llibre Blye: Private Eye. Pileggi és el productor executiu de la pel·lícula American Gangster, dirigida per Ridley Scott.